# Ricominciare
Ricominciare è stato un programma televisivo di genere talk show, trasmesso da Rai Due nel periodo 2008-2009. La trasmissione, condotta da Alda D'Eusanio, raccontava di vicende reali e di personaggi che hanno fatto la storia. Colonna sonora della trasmissione è la canzone Clocks dei Coldplay.

## Prima edizione
La prima edizione del programma ha avuto inizio mercoledì 9 luglio 2008 con tre puntate, arrivando a toccare un ascolto di circa 3.000.000 di telespettatori nell'ultimo appuntamento.

## Puntata n.1
- 23 giugno 1993 - Lorena Bobbit, stanca di essere picchiata dal marito, lo evira con un coltello da cucina.
- 21 dicembre 1999 - Agnese Proietti, trentaduenne, è incinta di quattro mesi ma il figlio non è del marito Valentino Veltri bensì del diciassettenne Leonardo Speranzoli, con cui scappa in Germania.
- 5 maggio 1998 - Roberto Robustelli, 22 anni, riesce a vivere per 74 ore sotto il fango dell'alluvione di Sarno.
- 1984 - Minnie Minoprio, star indiscussa della tv italiana viene dimenticata da una tv che sta cambiando pagina.
- anni ottanta - Lilli Carati, grande attrice della commedia all'italiana, si trasforma in pornostar e la strada della tossicodipendenza la porta al tentato suicidio nel 1988, da cui riesce a riprendersi.

## Puntata n.2
- 1994 - La signora Rosanna Della Corte, 63 anni, partorisce un figlio fra mille polemiche e lo chiama Riccardino, come l'altro figlio, morto investito da un centauro a 17 anni.
- 27 maggio 2001 - Emmanuel Milingo, vescovo, esorcista e guaritore della Chiesa cattolica sposa a New York la coreana Maria Sung.
- 15 luglio 1997 - Gianni Versace, popolare stilista, viene ucciso a Miami Beach con due colpi di pistola alla nuca sugli scalini della sua villa.
- 1987 - Lola Falana, detta la Venere Nera, una mattina non riesce più a muoversi per una sclerosi multipla.
- 22 dicembre 2005 - Julio González, calciatore del Vicenza (squadra di Serie B) recandosi all'aeroporto di Venezia per raggiungere il Paraguay per le vacanze natalizie, ha un incidente stradale che gli cambia la vita.
- 15 settembre 1994 - Moana Pozzi muore in un ospedale di Lione, in Francia, per un tumore al fegato e Antonio Di Ciesco, suo marito, ne racconta tutte le verità.

## Puntata n.3
- 20 gennaio 1996 - Agostina Belli, protagonista di parecchi film con Vittorio Gassman (deceduto nel 2000), decide di abbandonare le scene, stanca di essere una "donna oggetto".
- 15 gennaio 1992 - Farouk Kassam, un bambino di 7 anni, viene rapito in Costa Smeralda e rinchiuso in una grotta fino al 10 luglio 1992.
- 31 maggio 1969 - Marisa Del Frate, nota showgirl della televisione, decide di lasciare tutto per dedicarsi all'amore.
- 4 giugno 1980 - Franco Gasparri, attore di fotoromanzi, viene invitato a Hollywood per girare un film, ma un incidente con la sua Kawasaki a Roma spezza il suo sogno e lo costringe a vivere su una sedia a rotelle fino al 1999, anno della sua morte.
- 20 gennaio 2004 - Francesco Calamandrei, un farmacista di San Casciano in Val di Pesa (FI) viene svegliato dal suono incessante del campanello di casa. Apre la porta e trova i Carabinieri. Francesco è già stato indagato nel 1988 (su confessione della moglie) di essere il Mostro di Firenze. Nel 1998 (dopo esser stato scagionato) viene nuovamente indagato e poi arrestato nel 2004. Il 22 maggio 2008 viene definitivamente scagionato; nel frattempo, l'8 marzo 2008, il figlio Marco era morto per overdose.
- 4 novembre 1983 - Nadia Cassini, all'anagrafe Gianna Müller, attrice della commedia sexy degli anni 80 con Lino Banfi e Alvaro Vitali decide di fuggire prima in Francia poi a Los Angeles, ritirandosi dalle scene a causa di un intervento di chirurgia plastica che le ha deturpato il viso fino a privarla del padiglione auricolare destro.

## Ascolti prima edizione
| Puntata | Data           | Rete  | Telespettatori | Share  |
| ------- | -------------- | ----- | -------------- | ------ |
| 1       | 9 luglio 2008  | Rai 2 | 2.371.000      | 12,96% |
| 2       | 16 luglio 2008 | Rai 2 | 2.360.000      | 13,22% |
| 3       | 23 luglio 2008 | Rai 2 | 2.880.000      | 14.87% |
| Media   |                |       | 2.537.000      | 13.68% |

## Seconda edizione
Grazie ai buoni ascolti ottenuti dal programma nell'estate del 2008, il programma riparte con la seconda edizione da lunedì 4 maggio 2009 per quattro puntate su Rai 2, sempre condotto da Alda D'Eusanio.

## Puntata n.1
- 29 novembre 2006 - Carmela Barbato, ex moglie di Gigi D'Alessio, per la prima volta in tv racconta il suo grande amore per il cantante e la sua vita di oggi dopo il divorzio dal marito.
- 26 giugno 1987 - Renée Longarini, la Signora Steiner de La dolce vita di Fellini, ma soprattutto "Sua soavità", come la definì Enzo Tortora, racconta la sua vita.
- 17 agosto 1996 - Jean-Denis Lejeune, padre di Julie, una delle bambine stuprate, torturate e uccise dal mostro di Marcinelle, Marc Dutroux, racconta quei tragici momenti.
- 13 ottobre 1972 - Carlos Paez, ‘cannibale’ per necessità, uno dei sedici ragazzi che nel 1972, in seguito a un incidente aereo, sopravvisse per ben 72 giorni sulle Ande, a 4.000 metri, nutrendosi dei corpi senza vita delle vittime del disastro.
- 4 novembre 1983 - Mustapha Haoui a dieci anni, durante la Guerra in Libano fu adottato dal contingente italiano ed eletto, un anno dopo, mascotte dal presidente della Repubblica Sandro Pertini.
- 4 settembre 1989 - Le "Ragazze Cin Cin" di Colpo Grosso, il trasgressivo show della fine degli anni ‘80 condotto da Umberto Smaila.

## Puntata n.2
- 31 agosto 1997 - Paul Burrell, maggiordomo di Lady Diana, racconta alcuni momenti della vita quotidiana della principessa triste.
- 28 settembre 1987 - Anita Ekberg l'attrice svedese famosa per la sua interpretazione nel film La Dolce vita di Fellini, racconta la sua vita dopo il suo esordio nel mondo del cinema.
- 23 maggio 1992 - Giuseppe Costanza, autista di Giovanni Falcone, racconta i suoi rapporti personali con il giudice.
- 8 gennaio 2001 - Maurizio Raggio, ex compagno di Francesca Vacca Agusta, racconta il tragico mistero della morte della moglie.
- 29 luglio 1989 - Tinì Cansino, soubrette di Drive In, racconta la sua vita quotidiana dopo il grande successo.

## Puntata n.3
- 10 agosto 1996 - Angela Celentano scompare durante una vacanza sul Monte Faito (Vico Equense).
- 27 marzo 1997 - l'attrice Andrea del Boca abbandona lo scenario televisivo dopo telenovelas di successo come Celeste e Perla nera, per poi tornarvi, e ricordare qui la sua carriera quarantennale.
- 8 giugno 1972 - Kim Phúc, la bambina in fuga nella foto simbolo della guerra in Vietnam, racconta la sua vita com'è oggi.
- 18 maggio 2005 - Luciano Gaucci, l'ex patron del Perugia scappato nei Caraibi per non essere arrestato dalla polizia italiana per bancarotta fraudolenta, si racconta.
- 26 marzo 2008 - Thomas Beatie, transgender di 35 anni, racconta la sua vita da "mammo" e la sua storia di primo uomo al mondo a rimanere incinto.
- 27 settembre 1986 - Rosa Fumetto, la mitica vedette dello storico locale parigino Crazy Horse sparisce dalle scene.

## Puntata n.4
- 10 luglio 1976 - Stefania Senno, il cui volto fu sfigurato dalla diossina dovuto allo scoppio della ICMESA a Seveso, racconta quei tragici momenti.
- 22 febbraio 1970 - Tamara Baroni, protagonista di una scandalosa storia d'amore con il ricco industriale Pierluigi Bormioli, fatta di misteriosi complotti e finita con l'arresto dell'ex Miss Parma, racconta la sua nuova vita in Brasile.
- 3 maggio 1987 - Orlando, fratello dell'indimenticabile Dalida, racconta i momenti più intimi della sorella.
- 13 settembre 2005 - Maria Rosa Busi, la medium soprannominata La Maga del Lago per aver guidato le ricerche di Chiara Bariffi, scomparsa tre anni prima e ritrovata morta nel lago di Como a oltre 100 metri di profondità, racconta come andarono i fatti.
- 18 luglio 1976 - Nadia Comăneci, la bambina campionessa di ginnastica, sale alle luci della ribalta per aver ottenuto il primo "10" nella storia delle Olimpiadi, quell'anno tenutesi a Montreal.

## Ascolti seconda edizione
| Puntata | Data           | Rete  | Telespettatori | Share |
| ------- | -------------- | ----- | -------------- | ----- |
| 1       | 4 maggio 2009  | Rai 2 | 2.437.000      | 9,42% |
| 2       | 11 maggio 2009 | Rai 2 | 2.011.000      | 7,90% |
| 3       | 18 maggio 2009 | Rai 2 | 2.400.000      | 9.74% |
| 4       | 1º giugno 2009 | Rai 2 | 2.213.000      | 9.41% |
| Media   |                |       | 2.265.250      | 9.11% |